# Wypowiedź
Wypowiedź lub wypowiedzenie (stgr. ῥήτρα, łac. oratio), niekiedy stanowisko lub oświadczenie – ustny lub pisemny, rzeczywisty komunikat językowy wyrażający stanowisko, pogląd czy opinię autora. Wypowiedź nie ma ograniczonej długości, jest tworem jednego nadawcy i posiada konkretnego odbiorcę, a jej spajającym czynnikiem jest temat, zwany przedmiotem wypowiedzi. Teorią wypowiedzi zajmuje się retoryka.
Wypowiedź jest rzeczywistym, a nie fikcyjnym aktem mowy lub pisma, to znaczy, że autor wypowiedzi rzeczywiście twierdzi, pyta, nakłania, ostrzega, grozi itp., by w rezultacie wywołać określony skutek. Wypowiedź jest tworem jednego nadawcy, to znaczy orzeczenia (typu „uważam”, „chcę”, „wiem”, „czuję”, „sądzę” itp.) w ramach całego tekstu mają podmiot odnoszący się do tej samej osoby lub grupy osób. Wypowiedź ma odbiorcę, to znaczy zdania skierowane są w całym tekście do tej samej osoby lub grupy osób. Wypowiedź nie ma ograniczonej długości to znaczy, że może składać się zaledwie z jednego zdania (np. „Protestuję!”) czy równoważnika zdania (np. „Zgoda!”) lub też mieć formę bardzo rozbudowaną, np. długiego przemówienia albo obszernej książki.
Zasady konstruowania wypowiedzi spisali (w podręcznikach, przemówieniach, dialogach, traktatach czy wykładach) starożytni retorzy i filozofowie. Klasyczna teoria wygłaszania i spisywania wypowiedzi została później dostosowana do potrzeb różnych czasów i krajów, w których się rozwijała. Chociaż przez wieki opierano się przede wszystkim na dziełach Cycerona – a także Platona, Arystotelesa i Kwintyliana – to każda kolejna epoka czerpała z nich na swój własny sposób, adaptując ich teorie do własnych potrzeb.
Zgodnie z zasadami retoryki, wyróżnia się dwa sposoby wygłoszenia lub napisania wypowiedzi. Są to: wypowiedź w porządku naturalnym (ordo naturalis) oraz wypowiedź w porządku artystycznym (ordo artificialis).
Wypowiedzi występują w trzech rodzajach (gatunkach) – uzasadniającym (genus deliberativum), osądzającym (genus iudiciale) albo oceniającym (genus demonstrativum). Rodzaje te odpowiadają ludzkiej skłonności do radzenia lub odradzania, oskarżania lub obrony, a także chwalenia lub ganienia. Wypowiedź uzasadniająca dotyczy czasu przyszłego, wypowiedź osądzająca czasu przeszłego, natomiast wypowiedź oceniająca czasu teraźniejszego. Rozróżnienie to wprowadził Arystoteles, który podzielił wypowiedzi na polityczne, sądowe oraz popisowe. Klasyfikacja taka przyjęła się u późniejszych teoretyków i była punktem wyjścia skomplikowanych uogólnień dotyczących teorii prozy.
Wypowiedź może zostać napisana lub wygłoszona w jednym z trzech stylów – stylu niskim (modus humilis), średnim (modus medius) lub wysokim (modus gravis). Podział ten wywodzi się od Arystotelesa i Teofrasta, a w europejskiej tradycji literackiej utrwalił go autorytet Cycerona. Wypowiedź należy do jednego z trzech stylów w zależności od stopnia ozdobności w zakresie słownictwa i szyku zdań, nasycenia środkami służącymi oddziaływaniu emocjonalnemu (takimi jak figury retoryczne czy metafory) oraz sposobu rytmizacji tekstu.
Poprawnie sformułowana w porządku artystycznym wypowiedź składa się z pięciu części: wstępu (exordium), narracji (narratio), argumentacji (probatio), refutacji (refutatio) i zakończenia (conclusio). Części te należy podczas wypowiedzi ułożyć w tej właśnie kolejności. Z tych pięciu części wypowiedzi, w niektórych okolicznościach można pominąć pierwszą, czyli wstęp. Jak stwierdził Arystoteles: nie należy stosować wstępu, jeżeli temat wypowiedzi jest niedługi lub oczywisty.
Umiejętność komponowania poprawnej wypowiedzi uważano za niezbędny element należytego wykształcenia od starożytności i uczono jej na każdym etapie edukacji dzieci i młodzieży. Nowożytni uczniowie nadal ćwiczą tę umiejętność, na przykład w polskich szkołach podczas pisania wypracowań czy rozprawek.

## Porządki wypowiedzi

### Wypowiedź naturalna
Wypowiedź w porządku naturalnym (ordo naturalis) jest intuicyjnym komunikatem autora, opartym na powszechnie stosowanej normie językowej, zrozumiałej dla odbiorcy. Wypowiedź ta zakłada istnienie przedtekstowej i pozatekstowej wspólnoty, dla której właściwy jest sposób myślenia, mówienia czy pisania oparty na tej normie. Może to być wspólnota narodowa, wspólnota państwowa, wspólnota zawodowa, ludzi rozumnych, ludzi wykształconych, ludzi wolnych, wiernych itp. Istnienie takiej wspólnoty jest podstawą wzajemnego zrozumienia pomiędzy autorem i odbiorcą. Wypowiedź w porządku naturalnym jest więc zazwyczaj intuicyjnie dostosowana do możliwości poznawczych, wiedzy ogólnej czy mentalności słuchaczy lub czytelników. Porządek naturalny opiera się bowiem na nawiązaniu i utrzymywaniu wzajemnego zrozumienia między autorem a odbiorcą.
Wypowiedź naturalna jest zazwyczaj uporządkowana za pomocą intuicyjnie przyjmowanych związków przyczynowo-skutkowych lub też wyraża emocje w sposób słabo uporządkowany.

### Wypowiedź artystyczna
Porządek artystyczny (łac. ordo artificialis) to zmodyfikowany porządek naturalny, zwany także niekiedy porządkiem sztucznym. Modyfikacje polegają na przestawieniu, skróceniu, rozwinięciu, przekształceniu „naturalnej” wypowiedzi. Ordo artificialis stał się, w historii retoryki i literatury, formalnym punktem wyjścia dla różnorakich form prozy.
Zgodnie z zasadami retoryki wypowiedź artystyczna powinna zostać skomponowana według schematu składającego z pięciu kolejnych części, w jednym z trzech rodzajów (uzasadniającym, osądzającym lub oceniającym) oraz w jednym z trzech stylów – niskim, średnim lub wysokim.
Twórcą nauki o wypowiedzi artystycznej był Arystoteles. Początkowo uważał on, że podczas wypowiedzi występują tylko dwie części – narracja i argumentacja. Zmienił jednak zdanie i na kartach Retoryki dodał jeszcze wstęp i zakończenie. Podział na cztery części wypowiedzi, za Arystotelesem, przyjmowali za obowiązujący uczeni greccy. Autorzy łacińscy, zwłaszcza Cyceron, wydzielili z argumentacji osobną część, poświęconą odpowiedzi na zarzuty wobec opinii autora. Podział na pięć części ugruntowało stanowisko Kwintyliana, który jako czwartą część wypowiedzi, przed zakończeniem, przewidywał zbijanie zarzutów (refutację). Chociaż podział na pięć części, ugruntowany autorytetami Cycerona i Kwintyliana, uważany jest za klasyczny, niektórzy późniejsi autorzy dodawali niekiedy szóstą lub nawet siódmą część – po narracji, a przed argumentacją. Propozycje te jednak nie zostały powszechnie przyjęte.

## Części wypowiedzi

### Wstęp
Zadaniem wstępu jest pozyskanie przychylności i uwagi odbiorcy oraz wyjaśnienie celu wypowiedzi. Wstęp składa się więc z trzech obowiązkowych elementów – pozyskania przychylności (captatio), pozyskiwania uwagi oraz nawiązania do tematu wypowiedzi. Treść tych elementów zazwyczaj zawiera standardowe formuły, zwane toposami wstępu. Wstęp powinien cechować się stosownością, starannością i nie być zbyt długi. Wstęp zwyczajny, nazywany wprowadzeniem, można skomponować w rodzaju prostym, ujmującym lub okolicznościowym. W szczególnych sytuacjach stosuje się wstęp nadzwyczajny, czyli insynuację.

### Narracja
Po zapewnieniu sobie życzliwości i uwagi we wstępie, autor powinien za pomocą narracji przygotować odbiorców na najważniejszą część wypowiedzi, czyli wyrażenia własnego stanowiska, opinii czy poglądu. Zadaniem narracji jest przedstawienie faktów lub pojęć dotyczących omawianego tematu w taki sposób, aby odbiorca podzielił z autorem ich odpowiednią interpretację. Współcześnie o osobie wypowiadającej się na jakiś temat często mówi się, że używa określonej narracji.
Celem narracji jest, jak to ujął Arystoteles, takie wyjaśnienie faktów, aby odbiorca uwierzył, że były takie właśnie, jak je chce przedstawić mówca.
Cyceron określał narrację jako wyjaśnienie, będące podstawą wiarygodności argumentacji w danej sprawie.

### Argumentacja
Argumentacja jest fundamentem wypowiedzi. Podporządkowane są jej pozostałe części: przygotowujące argumentację (wstęp i narracja) oraz następujące po niej, rozwijające ją (refutacja i zakończenie). Zadaniem argumentacji jest bowiem przedstawienie stanowiska, poglądu, czy opinii głoszonych przez autora i udowodnienie własnych racji za pomocą argumentów.
Cyceron w De inventione stwierdził, że dowodzenie jest tym, dzięki czemu – za pomocą argumentacji – wypowiedź nadaje naszej sprawie wiarygodność, powagę i stałość. Argumentacja, jako część wypowiedzi, opiera się przynajmniej na jednym argumencie, ale najczęściej na kilku. Kwintylian zauważył: co odróżnia dowodzenie od dowodów? To, że argumenty są tym, dzięki czemu dana kwestia zostaje udowodniona, zaś dowodzenie jest w istocie częścią wypowiedzi, w której same argumenty stają się jasne dzięki słowom. Sam zaś argument zdefiniował Kwintylian jako proces rozumowania, który dostarcza dowodów i umożliwia wywnioskowanie jednej rzeczy z drugiej – potwierdzenie faktów, które są niepewne poprzez fakty, które są pewne.

## Rodzaje wypowiedzi

### Wypowiedź uzasadniająca
Wypowiedź uzasadniająca, zwana też doradczą lub deliberatywną, obejmuje wszystkie wypowiedzi odnoszące się do czasu przyszłego, które doradzają, zachęcają, odradzają lub zniechęcają do jakiegoś tematu, sprawy, problemu itp. Rozważa się w nim rozmaite „za” i „przeciw”, aby przekonać odbiorcę do poparcia lub podjęcia odpowiedniej decyzji.
Przy wypowiedziach doradzających stosuje się najczęściej dowodzenie wartościujące, przesycone dylematami i antytezami etycznymi, na przykład: dobro – zło, bezpieczeństwo – niebezpieczeństwo, konieczność – szkodliwość itp. Rodzaj uzasadniający ma przede wszystkim zastosowanie w polityce (np. w przemówieniach parlamentarnych). „Deliberowanie” jest używane, gdy głównym celem wypowiedzi jest zachęcanie, odradzanie, przestroga, upominanie czy wzywanie do czegoś.

### Wypowiedź osądzająca
Wypowiedź osądzająca obejmuje wszystkie wypowiedzi odnoszące się do czasu przeszłego, które oskarżają albo bronią czy też dowodzą, że coś jest prawdziwe lub nieprawdziwe. Autor tego rodzaju wypowiedzi występuje w roli „sędziego” zagadnień, problemów, spraw filozoficznych, moralnych, religijnych itp. Wypowiedź osądzająca ma często charakter polemiczny.

### Wypowiedź oceniająca
Wypowiedź oceniająca, zwana też demonstratywną lub popisową, obejmuje wszystkie wypowiedzi dotyczące czasu teraźniejszego, zawierające pochwałę albo naganę osób, rzeczy, problemów, wartości itp.
Pochwała i nagana mogą być wypowiadane bezpośrednio we własnym imieniu, choć często są wyłożeniem poglądów podzielanych przez odbiorcę. Wypowiedzi tego rodzaju mają zazwyczaj zastosowanie okolicznościowe, które nie wymaga od odbiorcy konkretnych rozstrzygnięć czy wyborów. Wypowiedź oceniająca często przyjmuje formę panegiryku, spotykaną w najprzeróżniejszych odmianach wypowiedzi pochwalnych.

## Style wypowiedzi

### Wypowiedź w stylu niskim
Styl niski, zwany też prostym, jest używany w większości wypowiedzi. Jest on oszczędny, jasny i skromny, pozbawiony figur retorycznych czy metafor. Wymaga słów niewyszukanych, których znaczenie jest oczywiste dla odbiorców. Jego użycie zalecane jest przede wszystkim przy wypowiedzi oceniającej.

### Wypowiedź w stylu średnim
Styl średni, zwany też umiarkowanym, służy do wypowiedzi bardziej specjalistycznej, w której używa się słownictwa skierowanego do konkretnego odbiorcy. Używa się go także w wypowiedzi podnoszącej trudny, mało zrozumiały dla odbiorcy temat, gdy konieczne jest umiarkowane użycie metafor lub figur retorycznych. Jest szczególnie odpowiedni dla rodzaju osądzającego. Jego stosowanie uważane jest za „złoty środek”, który wyważa skrajności stylu niskiego i wysokiego, ale wypowiedź w takim stylu wymaga szczególnego wysiłku i taktu.

### Wypowiedź w stylu wysokim
Styl wysoki, zwany też wzniosłym, jest odpowiedni dla tematów doniosłych. Jego głównym celem jest emocjonalne oddziaływanie na odbiorców. Stosowany jest przede wszystkim w rodzaju uzasadniającym. Wyróżnia go nasycenie figurami retorycznymi i metaforami. Wypowiedź w nim wygłoszona musi być starannie dopracowana. Odpowiedni jest szczególnie w wypowiedziach o wielkiej wadze, ale używać go należy ostrożnie, gdyż jego częste użycie prowadzi do przesady.